# Koji Okamoto
Koji Okamoto (født 9. april 1976) er en tidligere japansk fodboldspiller.
Han har spillet for flere forskellige klubber i sin karriere, herunder Vissel Kobe.